# Eduard Tanushi
Eduard Tanushi (Laç, 20 giugno 1983) è un ex calciatore albanese, di ruolo attaccante.